# Luljeta Lleshanaku
Luljeta Lleshanaku (ur. 2 kwietnia 1968 r. w Elbasanie) – albańska poetka i dziennikarka.

## Życiorys
Pochodziła z rodziny prześladowanej politycznie w czasach Envera Hodży. W 1971 przeniosła się wraz z rodziną do Krui, gdzie spędziła dzieciństwo. Dopiero po upadku komunizmu zyskała możliwość studiowania. W 1997 ukończyła studia z zakresu języka i literatury albańskiej na  Uniwersytecie Tirańskim. Była redaktorką pisma Zëri i rinisë (Głos młodzieży), a następnie pisma literackiego Drita (Światło). 
Pierwsze wiersze publikowała w latach 90. W roku 1999 wzięła udział w międzynarodowych warsztatach pisarzy organizowanych przez University of Iowa. Jej utwory znalazły się we włosko-albańskiej antologii Mediterraneo 1. Utwory Lleshanaku z lat 1992-1999 znalazły się także w zbiorze jej wierszy Fresco, wydanym w 2002 r. w języku angielskim. Jest także autorką scenariusza do filmu Maya i tłumaczką literatury amerykańskiej (Don DeLillo).
10 października 2015 wzięła udział w Festiwalu Literatury Europy Środkowo-Wschodniej Endemity, odbywającym się w Poznaniu.
Pełni funkcję dyrektora d.s. badań Instytutu Badań nad Zbrodniami i Konsekwencjami Komunizmu w Albanii. Była współautorką tomu wywiadów z osobami prześladowanymi przez reżim komunistyczny - Zërat e kujtesës (Głosy pamięci).

## Twórczość

### Poezja
- Preludë poetike, (Poetyckie preludium) Tirana 1990.
- Këmbanat e së dielës (Niedzielne dzwony), Tirana 1994.
- Sytë e somnabulës, (Oczy lunatyka) Tirana 1994.
- Gjysëmkubizëm, (Pół-kubizm) Tirana 1997.
- Antipastorale, Tirana 1999.
- Palca e verdhë, (Żółty szpik), Prishtina 2000.
- Femijët e natyrës (Dzieci natury), Tirana 2006
- Pothuajse dje, (Prawie wczoraj), Tirana 2012
- Homo Antarcticus, Tirana 2015
- Hapësirë Negative, Tirana 2018

### Proza
- Arti i joshjes (Sztuka uwodzenia), Tirana 2005.

### Polskie przekłady
- Dzieci natury, Wyd. Słowo-obraz-terytoria, Gdańsk 2011, ISBN 978-83-7453-051-4
- Spóźnione wiadomości; Przeznaczenie wypisane na twarzy; Pan telewizora; Mężczyźni; De iure; Więźniowie, Czas Kultury 2011/3, s.88-93.
- Woda i węgiel, Gdańsk 2021, ISBN 978-83-66003-88-0

## Nagrody i wyróżnienia
W 1996 roku jej tomik poezji otrzymał tytuł książki roku, przyznawany przez wydawnictwo Eurorilindja. Tomik Palca e verdhë został uhonorowany w 2001 Srebrnym Piórem (alb. Pende e Argjendte) - prestiżową nagrodą albańskiego ministerstwa kultury. We wrześniu 2009 otrzymała prestiżową nagrodę Kristal Vilenice (dla najlepszego poety) na Międzynarodowym Festiwalu Literackim w Lublanie. Tomik Dzieci natury (w tłumaczeniu Doroty Horodyskiej) znalazł się w pierwszej trójce finalistów II edycji nagrody Europejski Poeta Wolności, organizowanej przez władze Gdańska. Tomik poezji Luljety Lleshanaku Woda i węgiel, w przekładzie Doroty Horodyskiej został uhonorowany nagrodą główną 7. edycji nagrody Europejski Poeta Wolności. Poetka została uhonorowana na gali, która odbyła się 10 czerwca 2022 w gdańskim Teatrze Szekspirowskim.
W 2013 na 16. Międzynarodowych Targach Książki w Tiranie została uhonorowana tytułem "Poetki roku 2013" za tomik Pothuajse dje. W 2019 angielski przekład tomiku Hapësirë Negative był nominowany do kanadyjskiej nagrody Griffin Poetry Prize.